# 이영은 (1993년)
이영은(1993년 12월 17일 ~ )은 대한민국의 아나운서다.

## 경력
- 2018년 MBC 38기 공채 아나운서
- 2018년 MBC 아나운서실 아나운서국 
 (2018년 ~ 현재)

## 진행
- 평일 930 MBC 뉴스 앵커 
  (2020년 2월 3일 ~ 2020년 6월 26일)
- 평일 MBC 스포츠뉴스 앵커 
  (2020년 6월 29일 ~ 2023년 9월 8일)
- 생방송 오늘아침 임시진행[1]
- 생방송 행복드림 로또 6/45 진행 
  (2024년 1월 6일 ~ 현재)
- 평일 MBC 뉴스투데이 - 이 시각 세계 코너 임시진행 (2024년 6월 18일 ~ 6월 19일)[2]
- 평일 930 MBC 뉴스 임시진행 (2024년 6월 18일 ~ 6월 19일)[3]
- 세상을 여는 아침 진행 
 (2025년 5월 12일 ~ 현재)

## 출신 학교
- 서울여자대학교 인문대학 영어영문학과 문학사

1. ↑  임현주 아나운서의 출산준비로 인하여 2023년 9월 18일 ~ 2024년 1월 5일까지 진행
2. ↑  정슬기 아나운서의 휴가로 대신하게 되었다.
3. ↑  정슬기 아나운서의 휴가로 대신하게 되었다.